# Maria Rosas
Maria Rosas (Angra dos Reis, 1 de outubro de 1965),  é uma administradora, professora e política brasileira, filiada ao Republicanos.
Nas eleições de 2018, foi eleita deputada federal por São Paulo.